# Yuan Muzhi
Yuan Muzhi (袁牧之S, Yuán MùzhīP; Ningbo, 30 marzo 1909 – Pechino, 30 giugno 1978) è stato un attore, regista e sceneggiatore cinese.
In occasione del centenario della nascita dell'industria cinematografica in Cina nel 2005, la China Film Performance Art Academy lo ha inserito nella lista dei "100 migliori attori in 100 anni di cinema cinese".